# Bergkeller-Portal
Das Bergkeller-Portal in der Neustadt ist ein denkmalgeschütztes Bauwerk in Detmold im Kreis Lippe (Nordrhein-Westfalen).

## Geschichte und Architektur
Bis ins frühe 19. Jahrhundert war es in Lippe üblich, das Bier direkt nach dem Brauen zu konsumieren, es gab keine Möglichkeiten der längerfristigen Lagerung. Um eine ausreichende Kühlung während des Gärprozesses zu gewährleisten, wurden daher tiefe Eiskeller und Stollen ausgehoben, in denen ganzjährig Eis gelagert werden konnte.
Vor der Privatisierung des Brauwesens im späten 19. Jahrhundert stand dieses unter der Kontrolle von Zünften und Landesregierung. Für das Fürstliche-Lippische Braueramt errichtete der Baumeister Ferdinand Wilhelm Brune im Jahr 1836 den Bergkeller unter dem Büchenberg. Der Stollen ist tonnengewölbeartig mit Bruchsteinen ausgemauert, den Abschluss bildet ein klassizistisches Portal mit dorischen Pilastern. Über dem Tor steht die Inschrift „CEREVISIÆ MDCCCXXXVI“ („Dem Bier 1836“), der Balken darüber ist mit Akanthusfries verziert.
Heutzutage dient der Keller der Hochschule für Musik als Lager und wird wegen der räumlichen Nähe dem Palaisgarten zugerechnet.